# 肉食系女子。
『肉食系女子。』（にくしょくけいじょし）は、2010年の日本映画。

## ストーリー
広告代理店で働く大神狩子は、これまであらゆる男を百発百中で落としてきた肉食系女子だった。ある日、そんな彼女のもとに新しい部下の山口朋也が現れるのだが…。

## キャスト
- 加護亜依
- 日和佑貴
- 渡部彩
- 山口愛実
- 所里沙子
- 鈴木健太郎
- 板垣智史
- SumiRe
- 大野世姿
- 森山聡子
- 森永雅幸
- 吉武紀一
- 中谷浩紀
- 加藤勝雄
- 並河一
- 三輪江一